# Джодха и Акбар
«Джо́дха и Акба́р» (хинди जोधा अकबर, англ. Jodhaa Akbar) — индийский эпический исторический фильм режиссёра и продюсера Ашутоша Говарикера 2008 года. В главных ролях Ритик Рошан и Айшвария Рай.

## Сюжет
Джодха и Акбар — история любви XVI века о политическом браке по расчёту между императором моголов Акбаром и принцессой раджпутов Джодхой.
Политические успехи не знали границ для императора Акбара (Ритик Рошан). После того, как его империя заручилась поддержкой Гиндукуша, она стала простираться от Афганистана до Бенгальского залива, и от Гималаев до реки Нармады. Сочетая дипломатические навыки с напором и жесткостью, Акбар завоевал преданность раджпутов. Но знал ли Акбар, что когда он возьмёт в жёны Джодху (Айшвария Рай) в целях дальнейшего укрепления своих отношений с раджпутами, то столкнётся с новым испытанием — путешествием к истинной любви
Дочь короля Бхармала Джодха превращается всего лишь в пешку в этом политическом браке-союзе, и главной проблемой Акбара становится завоевание её любви.

## В ролях
- Ритик Рошан — Джалалуддин Мохаммад Акбар
- Айшвария Рай — раджкумари Джодха Бай
- Сону Суд — раджкумар Суджамал
- Кулбхушан Кхарбанда — раджа Бхармал
- Сухасини Мулай — рани Падмаватти
- Раза Мурад — Шамсуддин Атага Хан
- Пунам Синха — Маллика Хамида Бану Бегум
- Раджеш Вивек — Чугтай Хан
- Раджу Пандит — Раджа Бхаати
- Бхарат Кумар — Раджа Чаухан
- Раджив Сехгал — Раджа Вираата